# 8401 Assirelli
8401 Assirelli (1994 DA) là một tiểu hành tinh vành đai chính.